# Космос-931
Космос-931 — советский разведывательный спутник раннего предупреждения о пуске баллистических ракет с континентальной части США запущенный 20 июля 1977 с космодрома «Плесецк» в рамках программы «Око». Был взорван на орбите.

## Запуск
Запуск «Космоса-931» состоялся в 4:44 по Гринвичу 20 октября 1977 года. Для вывода спутника на орбиту использовалась ракета-носитель «Молния-М». Старт был осуществлён с площадки космодрома «Плесецк». После успешного вывода на орбиту спутник получил обозначение «Космос-931», международное обозначение 1977-068A и номер по каталогу спутников 10150.
«Космос-931» эксплуатировался на высокой эллиптической околоземной орбите. По состоянию на 20 июля 1977 года он имел перигей 600 километров, апогей 40100 километров и наклон 60,8° с периодом обращения 726 минут.

## Инцидент
В связи с невозможностью нормальной эксплуатации космического аппарата 24 октября 1977 года на околоземной орбите спутнику «Космос‑931» была отдана команда на самоуничтожение. В результате взрыва в космосе образовалось облако обломков, всего было каталогизировано 6 фрагментов.

## Космический аппарат
«Космос-931» принадлежал к серии спутников УС-К, которая была разработана НПО Лавочкина по программе «Око» для идентификации пусков ракет с континентальной части США с помощью оптических телескопов и инфракрасных датчиков.